# Third Man Records
Third Man Records – wytwórnia płytowa założona przez Jacka White'a. Swoją siedzibę ma w Nashville w Stanach Zjednoczonych.

## Nazwa wytwórni
Nazwa wytwórni zawiera liczbę 3 prawdopodobnie dlatego, że White ją bardzo lubi, o czym wspominał niejednokrotnie. Nawiązuje do filmu Carol Reed The Third Man. White także odnosi się do siebie jako "trzeciej osoby" w utworze "Ball and Biscuit" na albumie Elephant The White Stripes. Ich DVD Under Blackpool Lights wyprodukowało Third Man Films.

## Artyści
Poza The White Stripes, wytwórnia zajmowała się także wydawaniem Whirlwind Heat pochodzących z Grand Rapids w Michigan. Wytwórnia wydała także obie płyty drugiego projektu White'a, The Raconteurs. Third Man Record wyda także debiutancki album zespołu The Muldoons.

## Dystrybucja
W USA wytwórnia jest dystrybuowana przez Warner Bros. Records, a w Wielkiej Brytanii przez XL Recordings.